# Herta Herzog
Herta Herzog (* 14. August 1910 in Wien, Österreich-Ungarn; † 25. Februar 2010 in Leutasch) war eine österreichisch-amerikanische Sozialpsychologin und Kommunikationswissenschaftlerin. Sie gilt bis heute als eine Pionierin der Marktforschung und ist eine Mitbegründerin der qualitativen Publikums-, Unterhaltungs- und Genreforschung.

## Leben
Herta Herzog wuchs in Wien, Österreich auf. Ihr Vater war Rechtsanwalt. Ihre Mutter litt an Tuberkulose, an der sie früh verstarb. Nach der Emigration in die USA heiratete Herzog Paul Lazarsfeld. Im „Office of Radio Research“ (ORR) lernte Herzog auch ihren zukünftigen zweiten Ehemann Paul Wilhelm Massing kennen. Als dieser die Diagnose Parkinson erhielt, ging sie 1970 in Pension und kehrte mit ihm nach Europa zurück.

### Bildungsweg
Nachdem Herzog die Volksschule und das Gymnasium beendet hatte, begann sie im Jahr 1928 an der Universität Wien Griechisch, Latein, Archäologie sowie Germanistik zu studieren. Danach setzte sie ihre akademische Laufbahn am Institut für Psychologie in Wien fort. Dort begegnete Herzog Paul Lazarsfeld zum ersten Mal, welcher einer ihrer Professoren war. Herzog schloss ihre Dissertation zu Stimme und Persönlichkeit im Jahr 1932 ab. Hier bewies sie zum ersten Mal einen existierenden Zusammenhang zwischen dem Tonfall und den angenommenen Eigenschaften von Sprechern.
Sie wirkte zusammen mit Erich Fromm, Hilde Weiss, Anna Hartoch und Ernst Schachtel am Institut für Sozialforschung in der Studie „Arbeiter- und Angestellten-Erhebung (1929/1931)“ mit.

### Berufliche Positionen nach der Dissertation 1932
Herzog wurde nach ihrer Promotion Assistentin an der wirtschaftspsychologischen Forschungsstelle. Sie beschloss im Jahr 1935, Paul Lazarsfeld in die USA zu folgen. Anfänglich wurde Herzog die Assistentin des Soziologen Robert Lynd. Im Jahr 1937 begann sie im neu gegründeten Office of Radio Research (ORR) zu arbeiten, dessen Direktor Paul Lazarsfeld war. Teil des ORR waren auch Hadley Cantril und Frank Stanton sowie ab den 1960er Jahren Theodor W. Adorno und Siegfried Kracauer. Während Herzogs Zeit im ORR arbeitete sie zusammen mit Adorno an einem Forschungsprojekt zu Radiohörern. Im Jahr 1939 wurde Herzog stellvertretende Direktorin des ORR.
Ab 1943 begann Herzog bei der Anzeigenagentur McCann Erickson zu arbeiten. Sie wurde zu einer Pionierin der Motivationsforschung. Während sich die Werbeforschung die Frage stellte „Who was buying what?“, stellte sich Herzog in ihrer Motivationsforschung die Frage „Why do people buy what they do?“. Ihren größten Beitrag leistete sie dabei in der systematischen Entwicklung und in der Kombination verschiedener Methoden, um neue Erkenntnisse in dem Forschungsgebiet zu gewinnen. Herzog wurde 1948 zur Leiterin der Forschungsabteilung am Hauptsitz der Agentur in New York. Schließlich gründete McCann Erickson eine eigene Firma, Marplan, für Markt- und PR-Forschung mit Herzog als Vorsitzende. Im Jahr 1964 trat sie der „Think Tank“ Jack Tinker & Partners als Forschende bei, deren Hauptaufgabe es war, kreative Lösungen für Probleme der Großkunden von McCann Erickson zu entwickeln.
Nach Paul Wilhelm Massings Tod begann Herzog, im Bereich Kultur- und Kommunikationswissenschaft in Österreich und Deutschland zu lehren und forschen. Sie beschäftigte sich ebenso mit der Überbrückung der Forschungsfelder politische Soziologie und Kommunikationsforschung, da ihr verstorbener Ehemann Massing großes Interesse an diesen Disziplinen hatte. Hierbei entstand Herzogs aktuellste Studie „The Jews As Others“ im Jahr 1994.

## Wissenschaftliche Arbeit
Herzog arbeitete sowohl im Bereich der Radioforschung am ORR als auch im Gebiet der Marketingforschung in der Werbeagentur McCann Erickson. Ihre Studien beziehen sich auf die frühe Rezipientenforschung, die Markt- und Motivationsforschung sowie auch auf sozialpsychologische Themengebiete wie Ausländerfeindlichkeit und Antisemitismus.
Bei ihren Publikationen verwendete sie primär ihren Mädchennamen Herta Herzog mit Ausnahme der zwei Schriften „Decoding Dallas“ aus dem Jahr 1986 und „Der Stich ins Böse: Dallas und Denver Clan: Garantiert anders als der Alltag.“ aus dem Jahr 1990, die sie unter dem Namen Herta Herzog Massing veröffentlichte. Ihre Karriere lässt sich prinzipiell in drei Forschungsschwerpunkte einteilen. Ihr erster Schwerpunkt lag in Studien über Gratifikationen von Radiohörern, die sie primär während ihrer Arbeit im ORR ausführte. Herzogs zweites Kerngebiet waren Studien über das Werbepublikum, die sie für private Unternehmen während ihrer Zeit als Marketing-Forscherin durchführte. Nach ihrer Pensionierung sah Herzog ihren dritten Forschungsschwerpunkt in der Sozialpsychologie und in Studien über das Fernsehpublikum. In diesen ging es primär über das Entschlüsseln von Nachrichten der Fernsehzuschauer.

### Kommunikationsforschung
Herzogs empirische Forschungen im Bereich der Kommunikationsforschung machten sie zu einer Begründerin der qualitativen Publikums-, Unterhaltungs- und Genreforschung. Herzogs Studien lieferten wichtige methodische Ansätze und ermöglichten diverse theoretische Neuorientierungen. Im Bereich der Kommunikationsforschung sind ihre berühmtesten Studien „Invasion from Mars“, „Professor Quiz“ sowie „Daytime Serial Listeners“.

### Die kommunikationswissenschaftliche Studie zu Daytime Serial Listeners
Herzog hatte großen Einfluss auf Studien über Seifenoper-Zuhörerinnen. In ihrem Forschungsvorhaben ging es ihr nicht um die Wirkung von Soap Operas auf Rezipientinnen, sondern sie fragte speziell danach, welche psychologischen und sozialen Bedürfnisse von Frauen beim Zuhören von Seifenopern befriedigt werden. Herzogs Studie war der Beginn des in der kommunikationswissenschaftlichen Medienforschung etablierten „Uses and Gratification Approach“. Ihre Studie begann 1942. Sie machte eine große Publikumsumfrage und führte insgesamt hundert Fokusinterviews mit Rezipientinnen von Seifenopern durch. Der Mix aus einer großen Anzahl von Umfragen und einer kleinen Anzahl an Interviews war eine typische Form der „bureau methodology“. Herzog wollte durch die Analyse der hundert Interviews und den Umfragen die Motivationen für das Anhören von Radio Soaps und die dadurch erhaltenen Bedürfnisbefriedigungen der Rezipientinnen herausfinden.
Herzog kommt in ihrer Untersuchung in den 1940er Jahren auf das Ergebnis, dass Seifenopern für Frauen mit niedrigeren Bildungsniveaus primär als Ratgeber dienten. Sie stellte fest, dass Soap Operas einen therapeutischen Effekt auf das Publikum hatten bzw. emotional entlastend auf die Zuhörerinnen wirkten. Des Weiteren kam Herzog zu der Erkenntnis, dass Frauen, die aus ihrem bedrückenden Alltag flüchten wollten, vermehrt Soap Operas rezipierten. Beim Anhören der Seifenopern verfielen sie in eine Form des Wunschdenkens. Der Fakt, dass Soap Operas für Zuhörerinnen als Ratgeber für persönliche und familiäre Probleme fungieren, kam für die meisten Menschen sehr unerwartet. Das Resultat war eine beträchtliche Empörungswelle zwischen Rundfunkanstalten und Gesellschaftskritikern.
Herzogs Studie zu „What do We Really Know About Daytime Serial Listeners“ gilt als eine Pionierarbeit für die Gratifikationsforschung und damit für die kognitive Wende im Medienbereich. Es wurde nicht mehr nur danach gefragt, was Medien mit dem Menschen machen, sondern was Menschen mit den Medien machen. Herzogs Forschungsarbeit war der Start eines Paradigmenwechsels. Ab diesem Zeitpunkt wurden Empfänger von massenmedialen Aussagen als wirkungsrelevante Faktoren hervorgehoben.

### Marktforschung
Herzog entwickelte sich vor allem durch ihre steile Karriere bei der Anzeigenagentur McCann Erickson zu einer anerkannten Persönlichkeit der amerikanischen Marktforschung. Sie wurde 1943 von Marion Harper, der zu dieser Zeit Leiter der Forschungsabteilung von McCann Erickson war, eine Stelle als Zuständige für die Motivations- und qualitative Radio- und Werbeforschung angeboten, die sie auch annahm. Im Jahr 1948 wurde sie zunächst stellvertretende Leiterin, später dann Leiterin der Forschungsabteilung am Hauptsitz der Firma in New York. Harper hatte die Auffassung, dass eine Anzeigenagentur nicht nur Anzeigen für die Kunden entwerfen solle, sondern diese weitaus mehr betreuen müsse. So gründete er Marplan als Tochtergesellschaft von McCann Erickson, die für die Marktforschung zuständig war. Herzog wurde dabei zur Aufsichtsratsvorsitzenden delegiert.
Besondere Wirkung in der Marktforschung hatte sie vor allem in zwei Werbespots von Alka-Seltzer, das bekannte Mittel gegen Sodbrennen und Verdauungsbeschwerden, bei dem sie vorschlug, eine Hand auf einem Foto zu zeigen, die zwei Tabletten in eine Glas fallen lässt, statt eine. Diese Idee verdoppelte den Profit des Unternehmens. Herzog wurde als „the gray eminence“ der Industrie bezeichnet und 1986 dafür in die „Hall of Fame“ des „Market Research Council“ aufgenommen. Herzog verhalf als eine der zentralen Persönlichkeiten der Motivationsforschung im Marketing- und Anzeigenbereich in den 1950er Jahren zum Durchbruch. Sie plädierte in einem viel beachteten Vortrag von 1958 dafür, psychologische Konzepte in die Konsumforschung miteinzubeziehen. Sie setzte sich für eine qualitative Forschung ein, die im Stande wäre, die unterschiedlichen rationalen und symbolischen Bedeutungen eines Produktes mit den „needs“ der Konsumenten zu verbinden. Zum Schluss ihres Vortrags definierte sie als eine „gute“ Anzeige jene, die in der Lage sei, den Beobachtenden sinnvolle Hinweise auf die Kommunikationsinhalte zu geben.
In der Motivationsforschung verwendete sie Methoden, die im Radioprojekt entwickelt wurden, allerdings verbesserte sie diese weiter. Bedeutungsvoller wurden dabei strukturierte Erhebungen, Tiefeninterviews und psychologische Persönlichkeitstests. Ihre Methode bestand aus vier aufeinander aufbauenden Schritten: Zuerst erfolgte die Erstellung einer konventionellen Zielgruppen- und Marktanalyse, als Zweites die Durchführung von Tiefeninterviews und projektiven Persönlichkeitstests mit 300 bis 400 Konsumenten, als dritter Schritt wurde eine strukturierte Befragung von 1.200 bis 3.000 Rezipierenden durchgeführt und schließlich erfolgte als Letztes eine explorative  Konsumentenbefragung, um Anzeigenentwürfe zu prüfen. Mit dieser Herangehensweise unterschied sich Herzog von den anderen beiden Schulen der Motivationsforschung, die ein rein psychoanalytisches Vorgehen bevorzugten oder auf statistische Erkenntnisse setzten, wobei insbesondere das erste Vorgehen nicht ohne Kritik blieb. Herzog wählte letztendlich einen Art Mittelweg, um beide Methoden zu verbinden, mit dem sie äußerst erfolgreich agierte. Während ihrer Zeit als Marktforscherin publizierte sie vor allem in den 1940er und 1950er Jahren. Die Leistung ihrer Veröffentlichungen ist allerdings im Verhältnis zu ihrer Bedeutung in der Entwicklung der Marktforschung eher gering.
Herzog schrieb in der Winterausgabe von „The Public Opinion Research“ aus den Jahren 1952/53, das als Sonderheft zum Thema „International Communications Research“ erschien, einen Beitrag zum Potenzial und den Grenzen einer Inhaltsanalyse von  Hörerbriefen. Obwohl sie Vorurteile gegenüber Fanpost aufwies, hielt sie die Analyse für ein geeignetes Verfahren, um Veränderungen während der Zeit zu beobachten und im internationalen Vergleich kulturspezifische Unterschiede festzustellen.
Während des Kalten Krieges hatte das „U.S.-Department of State“ umfassende Begleitforschungen in Auftrag gegeben, unter anderem auch bei McCann Erickson, um das Profil von „Voice of America“ (VoA) zu schärfen und ihr Sendegebiet auszuweiten. Herzog testete hierfür die Reaktionen von Hörerpanels in unterschiedlichen Ländern auf die Aussprache und die Ausdrucksweise von VoA-sprechern.

### Die sozialpsychologische Studie zu The Jews As Others
In der letzten Phase ihres Wirkens beschäftigte sich Herzog mit Themen wie Ausländerfeindlichkeit und Antisemitismus. Hierbei entstand 1994 die sozialpsychologische Studie „The Jews As Others“. Diese handelt von dem Bild der Juden, von der Wahrnehmung des jüdischen „Andersseins“ durch die österreichische Bevölkerung und von der Verbreitung alter und neuer antisemitischer Stereotype. Die Studie basiert auf 80 Intensivinterviews, die in drei Gebieten Österreichs durchgeführt wurden. Diese Orte wurden ausgewählt, um eine breite geografische Fläche zu schaffen und um Bereiche miteinzuschließen, die einen signifikanten Unterschied bezüglich der Anzahl der Juden, die dort leben, herauszuarbeiten. Die Stichprobe wurde gleichmäßig auf Frauen und Männern verteilt, welche daraufhin nochmals nach Altersgruppen differenziert wurde. Insgesamt wurden zwei Altersgruppen interviewt: Ältere Menschen von mindestens 60 Jahren und eine jüngere Gruppe von 17-35 Jahren, die nach dem Holocaust geboren wurden. Die Befragten wurden aus den unteren und mittleren sozioökonomischen Gruppen ausgewählt, um den Großteil der Bevölkerung zu repräsentieren. Ziel der Studie war es durch sorgfältige Analyse der Daten einen qualitativen Einblick in die „grass-roots“-Kommunikation über Juden durch die Interviews zu erhalten.
Die Studie wurde durch zwei Überlegungen hervorgerufen. Eines dieser Überlegungen war der Zeitdruck, denn 50 Jahre nach dem Holocaust gab es immer noch Menschen, die alt genug waren, um sich an die Ereignisse vor und nach dem Nationalsozialismus zu erinnern. Es erschien Herzog wichtig, mit diesen Personen „grass-roots“-Kommunikation zu betreiben, bevor die Informationen nur noch als Hörensagen weitergegeben werden konnten. Die Studie wurde in Österreich durchgeführt, weil die Einwohner die „ersten Opfer“ Hitlers und des deutschen Nationalsozialismus waren. Der zweite wesentliche Grund für die Durchführung dieser empirischen Bestandsaufnahme ergab sich aus dem theoretischen Anliegen: In dieser Zeit wurden spezifische Fragen über antijüdische Empfindungen oft verzerrt, um das Phänomen der Fremdenfeindlichkeit allgemein zu verstehen.
Herzog kam zu der Erkenntnis, dass keine allgemeine Fremdenfeindlichkeit gegenüber Juden und dem Judentum herrschte, sondern dass die Menschen von der österreichischen Bevölkerung „anders“ gesehen wurden. Dieses „Anders Sein“ stellte Herzog mit einer zitatreichen Diskussion dar. Des Weiteren deuteten die Ergebnisse darauf hin, dass das Bild der Juden durch ältere Österreicher an die junge Generation weitergegeben wurde.

## Publikationen
- Hadley Cantril, Hazel Gaudet, Herta Herzog (Hrsg.): „The Invasion from Mars. A Study in the Psychology of Panic. With the Complete Script of the Famous Orson Welles Broadcast.“ Princeton: Princeton University Press, Princeton 1940.
- Herta Herzog: „Professor Quiz – A Gratification Study.“ In: Paul F. Lazarsfeld (Hrsg.): „Radio and the Printed Page. An Introduction to the Study of Radio and Its Role in the Communication of Ideas.“ Duell, Sloan and Pearce, New York 1940, S. 64–93.
- Herta Herzog: „Children and their Leisure Time Listening to the Radio. A Survey of the Literature in the Field.“ Bureau of Applied Social Research, New York 1941.
- Herta Herzog: „What Do We Really Know About Daytime Serial Listeners?“ In: Paul F. Lazarsfeld, Frank N. Stanton (Hrsg.): „Radio Research 1942–1943.“Duell, Sloan and Pearce, New York 1944, S. 33.
- Herta Herzog: „Radio – The First Post-War Year.“ In: „The Public Opinion Quarterly.“, Jg. 10, Nr. 3, 1946, S. 297–313.
- Herta Herzog: „Listener Mail to the Voice of America.“ In: „The Public Opinion Quarterly.“, Jg. 16, Nr. 4, 1952, S. 607–611.
- Herta Herzog: „Why Did People Believe in the 'Invasion from Mars'?“ In: Paul F. Lazarsfeld, Morris Rosenberg (Hrsg.): „The Language of Social Research.“ The Free Press, Collier-Macmillan Limited, New York, London 1955, S. 420–428.
- Herta Herzog: „Stimme und Persönlichkeit.“ In: „Zeitschrift für Psychologie.“, Jg. 130, Nr. 3–5, 1993, S. 300–369.
- Herta Herzog: „The Jews as “Others”: On Communicative Aspects of Antisemitism. A Pilot Study in Austria.“ The Vidal Sassoon International Center for the Study of Antisemitism, Jerusalem 1994.
- Herta Herzog Massing: „Decoding 'Dallas'.“ In: „Society.“, Jg. 24, Nr. 1, 1986, S. 74–77.
- Herta Herzog Massing: „Der Stich ins Böse. Dallas und Denver Clan. Garantiert anders als der Alltag.“ In: „Medien Journal.“, Jg. 14, Nr. 4, 1990, S. 191–208.
- Rowena Wyant, Herta Herzog: „Voting Via the Senate Mailbag – Part II.“ In: „The Public Opinion Quarterly“, Jg. 5, Nr. 4, 1941, S. 590–624.

(Quelle:)